# Rotellenzia lampra
Rotellenzia lampra is een slakkensoort uit de familie van de Seguenziidae. De wetenschappelijke naam van de soort is voor het eerst geldig gepubliceerd in 1879 door Watson.